# Ngawang Lodrö Gyatso
Ngawang Lodrö Gyatso (1635-1688) was een Tibetaans geestelijke.
Hij was de vierenveertigste Ganden tripa van 1682-1685 en daarmee de hoofdabt van het klooster Ganden en hoogste geestelijke van de gelugtraditie in het Tibetaans boeddhisme.
Lodrö Gyatso werd geboren in de Takchuk regio in de omgeving van het Kumbumklooster in Amdo in 1635. Op jonge leeftijd reisde hij naar Lhasa en schreef zich in bij de Gomang-kloosterschool van het Drepungklooster.
Na de voor het kloosterleven benodigde basisopleiding studeerde hij de soetra-onderdelen van het curriculum van de Gelugtraditie; daarna ging hij naar het Gyume-college en studeerde tantra, mandala-tekenen en gerelateerde onderwerpen. 
Hierna werd Lodrö Gyatso abt van de Deyang-, Gomang-, Gyume- en Jangtse-colleges, en verzorgde onderwijs aan deze kloosterscholen waar hij een reputatie kreeg vanwege zijn geleerdheid. In 1682 werd hij op 48-jarige leeftijd troonhouder van het Gandenklooster en daarmee de hoofdabt, wat hij tot 1685 zou blijven.
Tijdens zijn ambtstermijn gaf hij onderricht in soetra- en tantra, en leidde religieuze activiteiten van de Gelugtraditie. Ook had hij het beheer over de renovatie van de grote vergaderzaal van het Gandenklooster, een project dat vier jaar duurde.
In 1686 bezocht Trichen Ngawang Lodrö Gyatso Mongolië om te bemiddelen in strubbelingen tussen Chalcha-Mongolen en Oirat-Mongolen. Nadat hij met succes de problemen had gladgestreken, werd hij van beide bevolkingsgroepen een geëerd lama.
Toen de Mantsjoe-keizer Kangxi (1661-1722) aan de vijfde Dalai lama, Ngawang Lobsang Gyatso (1617-1682), om een lama vroeg om in Peking onderricht te geven, zond hij Lodro Gyatso. In 1687, op de leeftijd van 53 jaar, bezocht Trichen Ngawang Lodrö Gyatso de keizer in zijn paleis in Peking. Hij was de eerste Gelug-lama die dat deed namens het bestuur van de Dalai Lama. Hij werd bijgestaan door zijn volgeling, de tweede Changkya Koetoektoe, Ngawang Lobsang Chöden (1642-1714). Als gevolg van deze reis werd Lodrö Gyatso ook wel Tri Gyanakpa, (de Trichen van China) genoemd, of Gyanakpa Lodro Gyatso (Lodro Gyatso van China).
Lodrö Gyatso keerde in 1688 terug naar Tibet en overleed onderweg op 54-jarige leeftijd, mogelijk in Amdo. De overblijfselen van zijn crematie werden bewaard in een zilveren stoepa die werd geplaatst in de Desheg Lhakhang in het Gandenklooster.